# Höfuðlausn

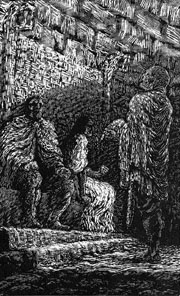
Eric Bloodaxe sentado en su trono con Gunnhild, Madre de Reyes a su lado. El hombre que está de pie es Egil Skallagrimsson.

Höfuðlausn (nórdico antiguo: Hǫfuðlausn; español: el rescate de la cabeza) es un poema escáldico atribuido a Egill Skallagrímsson para alabar al rey Erico I de Noruega (Eirikr Hacha Sangrienta). Aparece en la saga de Egil (cap. 34-55), y afirma que lo creó a lo largo de una noche. Eirik lo había capturado tras haber naufragado en Northumbria, Inglaterra y fue sentenciado a muerte por la ya profunda y latente enemistad entre ellos, que incluyó prácticas prohibidas de hechicería contra el rey para avergonzarle. Pero Egill compuso el drápa  durante la noche previa a su ejecución y, cuando lo recitó por la mañana, Eiríkr le concedió la libertad y el perdón sin venganza. Este poema se considera una de las obras maestras de la literatura medieval escandinava; de hecho, si el poema es auténtico constituye uno de los tempranos usos de la rima en la tradición artística del norte.
Existe otro poema con el mismo título, obra de Óttarr svarti.